# Giovanni Augusto
Giovanni Augusto Oliveira Cardoso, mais conhecido como Giovanni Augusto (Belém, 5 de setembro de 1989), é um futebolista brasileiro que atua como meio-campista. Atualmente está na Chapecoense.

## Carreira

### Paysandu
Giovanni iniciou sua carreira na equipe de futsal do Paysandu, com uma média de gols excelente, chegando a marcar 3 gols em uma só partida. O jogador, no entanto, foi avaliado pelo diretor da equipe de futebol do Paysandu, e chamado para defender a equipe na Copa São Paulo de Futebol Júnior. Giovanni chegou a atuar ao lado de Paulo Henrique Ganso na base do clube paraense, onde os dois tornaram-se amigos. Destaque do Paysandu no torneio, Giovanni despertou o interesse do Atlético Mineiro, e foi contratado pela equipe mineira.

### Atlético Mineiro
Após passagem pela base do Atlético Mineiro, Giovanni foi promovido ao elenco profissional no início de 2010 pelo então técnico Vanderlei Luxemburgo. Giovanni estreou no dia 17 de março de 2010, na derrota para a Chapecoense por 1 a 0, pela Copa do Brasil.

### Náutico
Sem muitas oportunidades na equipe, foi emprestado ao Naútico para a disputa da Série B de 2010. No Náutico, Giovanni foi um dos destaques da equipe na disputa da Série B. Porém, envolveu-se em problemas com a diretoria do clube pernambucano e acabou rescindindo seu contrato de empréstimo.

### Retorno ao Atlético Mineiro
De volta ao Galo em 2011, Giovanni foi observado pelo técnico Dorival Júnior durante a pré-temporada. O jogador teve sua primeira oportunidade com o técnico no jogo contra o América Teófilo Otoni. Giovanni não desapontou, jogou bem, fez gol, e assumiu a titularidade no meio-campo do Atlético Mineiro, sendo destaque do clube nas finais do Campeonato Mineiro e início do Campeonato Brasileiro. A partir daí seu rendimento caiu e foi afastado pelo clube mineiro.

### Grêmio Barueri
No dia 17 de setembro de 2011, foi anunciado seu empréstimo junto ao Grêmio Barueri, a pedido do técnico Renê Simões.

### Goiás
Defendeu o alviverde em 2012.

### Criciúma
Após ser emprestado para temporada 2012, Giovanni retornou ao Galo mineiro no dia 23 de novembro do mesmo ano, depois de uma dispensa de 6 jogadores, feita pelo Criciúma.

### Náutico
Retornou ao Náutico no dia 15 de janeiro de 2013, mas não conseguiu se destacar muito, e depois de uma lista dispensa, saiu do clube.

### ABC
Depois da dispensa pelo Náutico, chegou ao ABC para ser o novo camisa 10, onde recuperou o bom futebol e acabou sendo um dos destaques da equipe na Série B.[carece de fontes?]

### Figueirense
Em janeiro de 2014, o meio-campista foi anunciado como reforço do Figueirense para a disputa da Série A. Em 18 de maio  de 2014, no jogo entre Corinthians e Figueirense na abertura da Arena Corinthians, pela quinta rodada do Campeonato Brasileiro de 2014, Giovanni Augusto marcou o 1° gol do estádio, aos dois minutos do segundo tempo, gol solitário que valeu a vitória da equipe catarinense.

### Terceira passagem pelo Atlético Mineiro
Retornou ao Galo para a temporada 2015. Após resolver um impasse judicial com o clube, na qual o jogador tentava uma liberação antes do fim do antigo vínculo, que ia até o fim de 2015, Giovanni recebeu sua primeira oportunidade, sendo acionado por Levir Culpi no segundo tempo do jogo que valeu o título do Campeonato Mineiro de 2015, e teve seu contrato renovado até maio de 2018.
Após um inicio de ano turbulento, devido a questões contratuais, Giovanni se firmou na titularidade do time alvinegro, terminando a temporada como o terceiro jogador com mais assistências no Campeonato Brasileiro, com 10 passes para gol.

### Corinthians
No dia 29 de janeiro de 2016, Giovanni Augusto acertou com o Corinthians numa transação de 4,5 milhões de euros.
Em 18 de janeiro de 2017, pelo primeiro jogo do ano, entrou no segundo tempo da semi-final contra o Vasco da Gama, pelo torneio da Florida Cup de 2017, goleando o adversário e avançando para a final do torneio dos EUA. No dia 21 de janeiro jogou a final contra o arquirival São Paulo. O Corinthians perdeu por 4-3 nas penalidades máximas, após o empate de 0-0 no tempo real, perdendo o título do torneio e levando a vice-liderança. Em 1 de fevereiro, o Corinthians realizou um amistoso preparatório contra a Ferroviária para o Campeonato Paulista, Giovanni Augusto jogou o primeiro tempo e foi substituído no segundo tempo pelo volante Cristian, para realizações de testes do técnico Fábio Carille. O Corinthians venceu o jogo com gol de Marquinhos Gabriel, aos 49 minutos do segundo tempo. No dia 04 de fevereiro, o Corinthians realizou seu primeiro jogo oficial no Brasil contra o São Bento, válido pelo Campeonato Paulista 2017, o Timão venceu o jogo por 1-0 numa cobrança de pênalti. O Corinthians venceu o jogo e acumulou seu primeiro três pontos.

### Vasco da Gama
Em 8 de fevereiro de 2018 chegou por empréstimo ao Vasco da Gama até o fim da temporada. No clube carioca, sofreu com algumas lesões que o impediram de ter uma boa sequência inicial. Emendou uma sequência de atuações apagadas e amargou o banco de reservas já ao final da temporada.

### Retorno ao Goiás
No dia 12 de março de 2019, assinou contrato de empréstimo pelo Goiás até o fim da temporada, com a maior parte do salário paga pelo clube paulista.

### Coritiba
Acertou sua ida ao Coritiba ao final de janeiro de 2020 para a disputa dos campeonatos Paranaense e Brasileirão de 2020, onde disputa vaga no meio-campo.
Pelo Coritiba, Giovanni Augusto fez 25 partidas, marcou quatro gols.

### Mazatlán
Em 5 de janeiro de 2021, Giovanni Augusto assinou com o Mazatlán, do México, por dois anos.
Giovanni deixou o time mexicano, onde fez cinco gols em 29 jogos.

### Guarani
Em 12 de janeiro de 2022, o Guarani anunciou a sua contratação, assinando contrato com o clube até o final do Campeonato Paulista de 2022, com possibilidade de renovação para a disputa do Campeonato Brasileiro da Série B. No dia 1 de abril, o Guarani a renovação de seu contrato até o final do Paulistão 2023.
Em 31 de março de 2023, rescindiu o contrato antecipadamente, que ia até o dia 30 de abril.

### Vitória
No dia 3 de abril de 2023, acertou com o Vitória para disputa da Série B. Marcou seu primeiro gol pelo clube em 3 de agosto, na vitória sobre o ABC por 2 a 0, no Barradão. Foi um dos personagens da conquista inédita da Série B pelo Vitória.

### Portuguesa
Em janeiro de 2024, acertou com a Portuguesa. Já em sua estreia, saiu do banco de reservas para definir a vitória de virada por 3 a 2 sobre a Inter de Limeira, em 12 de janeiro, pela primeira rodada do Paulistão, marcando um belo gol.

### Chapecoense
No dia 2 de abril de 2024, a Chapecoense oficializou a contratação de Giovanni Augusto. O meia assinou contrato com o Verdão até 30 de abril de 2025. No dia 8 de março de 2025, o clube catarinense anunciou a renovação de contrato com o meia. O novo contrato do jogador vai até o fim do Campeonato Catarinense de 2026.

## Estatísticas
Atualizado até 11 de agosto de 2019.

### Clubes
| Clube         | Temporada | Campeonato nacional | Campeonato nacional | Copa nacional | Copa nacional | Competições continentais¹ | Competições continentais¹ | Outros torneios² | Outros torneios² | Total | Total |
| Clube         | Temporada | Jogos               | Gols                | Jogos         | Gols          | Jogos                     | Gols                      | Jogos            | Gols             | Jogos | Gols  |
| ------------- | --------- | ------------------- | ------------------- | ------------- | ------------- | ------------------------- | ------------------------- | ---------------- | ---------------- | ----- | ----- |
| Corinthians   |           |                     |                     |               |               |                           |                           |                  |                  |       |       |
| 2016          | 32        | 3                   | 4                   | 0             | 6             | 1                         | 11                        | 2                | 53               | 6     |       |
| 2017          | 11        | 1                   | 4                   | 0             | 4             | 0                         | 5                         | 0                | 24               | 1     |       |
| 2018          | 0         | 0                   | 0                   | 0             | 0             | 0                         | 1                         | 0                | 1                | 0     |       |
| Total         | 43        | 4                   | 8                   | 0             | 10            | 1                         | 17                        | 2                | 78               | 7     |       |
| Vasco da Gama | 2018      | 19                  | 0                   | 1             | 0             | 2                         | 0                         | 3                | 1                | 25    | 1     |
| Vasco da Gama | Total     | 19                  | 0                   | 1             | 0             | 2                         | 0                         | 3                | 1                | 25    | 1     |
| Goiás         | 2019      | 12                  | 0                   | 0             | 0             | 0                         | 0                         | 5                | 0                | 17    | 0     |
| Goiás         | Total     | 12                  | 0                   | 0             | 0             | 0                         | 0                         | 5                | 0                | 17    | 0     |
| Total         | Total     | 74                  | 4                   | 9             | 0             | 12                        | 1                         | 25               | 2                | 120   | 8     |

¹Estão incluídos jogos e gols da Copa Libertadores e Copa Sul-Americana

²Estão incluídos jogos e gols pelos Campeonatos Estaduais, Torneios Amistosos e Amistosos

### Campeonatos
| Competição            | Partidas | Gols | Média |
| --------------------- | -------- | ---- | ----- |
| Amistosos¹            | 4        | 0    | 0,00  |
| Campeonato Paulista   | 13       | 2    | 0,16  |
| Campeonato Carioca    | 13       | 2    | 0,16  |
| Campeonato Goiano     | 5        | 0    | 0,33  |
| Campeonato Brasileiro | 74       | 4    | 0,0   |
| Copa do Brasil        | 9        | 0    | 0,00  |
| Copa Sul-Americana    | 6        | 0    | 0,00  |
| Copa Libertadores     | 6        | 1    | 0,16  |
| TOTAL                 | 120      | 8    | 0,08  |

¹Estão incluídos jogos e gols de amistosos e torneios amistosos

## Títulos
Atlético Mineiro
- Campeonato Mineiro: 2010 e 2015
- Florida Cup: 2016

Figueirense
- Campeonato Catarinense: 2014

Corinthians
- Campeonato Paulista: 2017
- Campeonato Brasileiro: 2017

Vitória
- Campeonato Brasileiro - Série B: 2023